# Свети Јернеј
Свети Јернеј (словен. Sveti Jernej) је насељено место у општини Словенске Коњице, Савињска регија, Словенија.

## Историја
До територијалне реорганизације у Словенији био је у саставу старе општине Словенске Коњице.

## Становништво
У попису становништва из 2011. године, Свети Јернеј је имао 178 становника.
| Број становника према пописима | Број становника према пописима | Број становника према пописима |
| ------------------------------ | ------------------------------ | ------------------------------ |
| 1991                           | 2002                           | 2011                           |
| 137                            | 151                            | 178                            |

Напомена: До 1955. исказивано под именом Свети Јернеј при Лочах, а од 1955 до 1999. под именом Јернеј при Лочах, када добија данашње име.